# Nepalci
Nepalci (nep. नेपाली  जनता) su, prema nepalskom zakonu o državljanstvu, građani sa stalnim boravkom u Nepalu. Izraz Nepalac strogo se odnosi na nacionalnost odnosno nepalske državljane. Osobe bez nepalskog državljanstva s korijenima u Nepalu (poput nepalskih Australaca), koje vladaju nepalskim jezikom ili bilo kojim drugi od ostalih 128 nepalskih jezika, zakon naziva strancima koji govore nepalski (nep. नेपाली भाषी विदेशी). Izraz Nepalac se također ne koristi za osobe koje nisu državljani Nepala, osobe s dvojnim državljanstvom ili iseljenike.
Nepal je multikulturalna i višenarodna zemlja. Pokrajina Bagmati je najgušće naseljena nepalska pokrajina, u njoj živi otprilike 20,97 % stanovništva Nepala.

## Nepalsko iseljeništvo
Nepalsko iseljeništvo čine Nepalci koji žive u inozemstvu. Zakon o nepalskim iseljenicima u Nepalu definira nerezidentnog Nepalca kao nekoga tko je strani državljanin nepalskog podrijetla, uključujući nepalske državljane s boravkom u inozemstvu.